# Lappion
Lappion är en kommun i departementet Aisne i regionen Hauts-de-France i norra Frankrike. Kommunen ligger  i kantonen Sissonne som ligger i arrondissementet Laon. År 2022 hade Lappion 281 invånare.

## Befolkningsutveckling
Antalet invånare i kommunen Lappion
Referens: INSEE